# 社公民路線
社公民路線（しゃこうみんろせん）とは、1960年代から1990年代における日本の政治で、日本社会党が公明党・民社党と共に自由民主党に対抗して共闘する戦術あるいは戦略を指す。

## 概説

### 新しい日本を考える会
日本社会党は当時、日本共産党を含む全野党共闘を目指すという立場であったが、1969年総選挙で社会党が大敗したのを契機に党内では社会党右派の江田三郎が公明党や民社党と共闘して非自民・非共産連立政権を目指すことを提唱した。1975年には、政敵関係だった社会党成田知巳委員長と公明党竹入義勝委員長が和解し、社公両党による選挙協力が成立する。
1970年代に民社党の西村栄一委員長が『民主的革新政党の統一』を提唱したことに始まり、1976年には社会党江田三郎、公明党矢野絢也、民社党佐々木良作ら3党の幹部が反共の政策集団「新しい日本を考える会」を結成し社公民連合政権構想の第一歩となる。

### 中道勢力の躍進
社公民連合構想は社会党左派からの強い反発を受けることになった。社会党内には共産党の態度が独善的であるとして、広範な不信感が存在していた一方、労働運動現場では社会党支持の総評傘下の労働組合と民社党支持の同盟傘下の労働組合との間で激しい敵対関係があった。社会党は当時、西欧型の社会民主主義ではなく、マルクス・レーニン主義の立場に立脚するという立場だったため、公明党や民社党との基本政策のへだたりは大きかった。地方自治体で成立した東京都の美濃部亮吉知事、大阪府の黒田了一知事などの革新自治体の多くは政策的に近い共産党と組む社共共闘によって成立していた。
1976年に自由民主党内若手リベラル派議員による新自由クラブの結成で中道勢力が拡大した。また、かつて社会党公認候補だった草川昭三が無所属での出馬となり、会派「公明党・国民会議」に入る。
1977年2月8日、江田三郎は第40回社会党党大会において、共産党を排除した社公民と新自由クラブによる野党協力に基づく「革新・中道連合政権」構想を求める意見書を提出。しかし、事前に「大会で江田意見書を潰す」と表明した社会党の最左派の社会主義協会などによる激しい反対により否決され、江田は社会主義協会の活動家からつるしあげられた。3月26日、江田は社会党を離党して社会市民連合を結成したが、社会党の党内にはなおも江田の社公民共闘を支持する勢力の影響力は残った。社会党の党内では社会主義協会の台頭に対する警戒心が生まれ、江田が離党直後に急死したことに対する同情もあって、社会主義協会の政治活動を規制せよとの声が高まり、総評もこれに賛成した。この年の参議院選挙での社会党敗北の責任をとって成田知巳が社会党委員長を辞任、飛鳥田一雄が後任の委員長に就任し、その後の1978年には社会主義協会が理論研究集団に徹し、政治活動はおこなわないことを表明。さらに総評が労使協調路線への転換を目指すようになってから、社会党内での風向きが変わるようになった。
1979年の東京都知事選挙で、社共が推薦した太田薫・総評議長が落選したことにより、地方自治体でも風向きが変わる。すでに社会党右派の影響力が強い大阪では社会党は黒田了一知事への支持をやめ、社公民に加え、自民党との共闘までもが成立するようになっていたが、東京都知事選挙でも社会党は社共共闘を破棄し、社公民路線に転換することを確認した。だが肝心の知事選では公民両党が自民党・新自由クラブ推薦鈴木俊一候補にすでに相乗りしていた。
この年の12月『公民連合政権構想』、翌年1月にはついに『社公連合政権構想』が樹立され、社会党の飛鳥田一雄委員長は公明党に強く迫られて、日本共産党の排除に同意することとなった。ただし、社民両党間の政権構想は出来なかった。飛鳥田委員長自身も民社党を含めた社公民連合政権には消極的だった。だが、これで社共両党の亀裂は決定的となる。
1980年6月のハプニング解散による衆参同日選・衆院選で社民両党は、現状維持だったが公明党が30議席台の大敗を喫し、参院選で公民両党は健闘するも社会党が50議席台割れの大敗をした。民社党は選挙中から自民党との連携も打ち出して社会党批判を展開し、選挙後も互いへの非難は止まなかった。また、公明党も選挙後親自民色を強め、自公民路線に引きずられる形で、社公民路線は「自民党への対抗」から、「自民党の補完物」へと変質していった。
また社公民路線に消極的な飛鳥田委員長に代わって、社公民路線に積極的な姿勢をとる石橋政嗣委員長が登場したこともあり、1980年代には「共産党を除いた国会対策委員長」会談による根回しが常態化する。公明党と民社党は二階堂進の擁立によって、自民党との連立政権を公然と目指す動きを見せた。さらに政策次第では、社会党支持の労働組合が、自由民主党の候補を支援したり、地方の首長選挙において社会党が自民党と同一の候補を支援するなどの共産党以外のオール与党体制も強まっていった（国対政治）。労働運動現場でも民間の労働組合が先行する形で、総評と同盟が労働戦線統一の動きが開始され、それは後に連合の結成に結びついていく。さらに江田三郎の息子である社民連の江田五月は「社会・民社両党の歴史的和解」、つまり社会主義インターナショナルに参加する二つの社会民主主義政党の再統一を提唱した。
1986年社会党が発表した新宣言は、マルクス・レーニン主義を放棄して、西欧型の社会民主主義の政党を志向するものだった。これは自由民主党との連立への布石だとして左派や新左翼などから批判されたが、このおかげで社会党は後に訪れるソ連の解体の影響をある程度緩和することができた。ただし北朝鮮との親密な関係はその後も維持され、それは後に日本人拉致問題（当時は疑惑）の確定などで旧社会党系勢力に致命的なダメージを与えることとなる。
この7月の衆参同日選で自民党が圧勝すると今度は前回とは逆転し社会党、民社党が大敗。また保守新党であった新自由クラブが自民党へ合流した事で選挙協力に大打撃を受けた。地方自治体での自民党と社会党の相乗りによって、革新自治体が終焉し、従来の自民党政治に不満をもつ有権者は社会党を見放したためである。

### マドンナブーム
12月に社会党土井たか子委員長が誕生。土井ブームを生み出し、統一地方選、都議選と勝利、1989年7月の第15回参院選に地方区で非自民反共産の統一候補で調整し勝ち越し自民党を過半数割れに追い込む圧勝する。社公民の協調投票により、参議院で土井たか子を内閣総理大臣に首班指名した。
しかし1990年2月の第39回衆院選で野党では社会党だけ躍進し、公民・中道勢力及び共産党は惨敗。対する自民党は新自由クラブ支持者を吸収した都市部で善戦し、安定多数を維持した。この結果を受けて公民両党は、社会党との共闘をいったん撤回し自民党との連携に動く。特別国会の参議院の首班指名選挙では、決選投票で公民両党が棄権したことにより、海部俊樹自民党総裁が指名されている。
民社党は、春日一幸、塚本三郎、大内啓伍ら自民党に最も近く、「自民党より右」の立場を是とする議員も少なくなかった。また、地方議員では自民党から民社党に移籍する者もいた。そのため、しばしば自民党との連立政権を狙い、党内で春日一幸としばしば対立した佐々木良作委員長も二階堂進擁立に加担するなど、自民党との連立政権自体は否定しなかった。そのため社会党との政権構想には最初から熱意がなく、社会党に対して日米安保・原発容認などの「現実化路線」を取るよう要求するなど、石橋政嗣による路線転換にもかかわらず、基本政策の違いは依然として大きかった。やがて、公明党も含めた両党は自公民路線への傾倒を深めて行く。

### 社公民路線の破綻
1991年の第12回統一地方選挙で社会党が敗北しブームが終わり、1992年にPKO国会のPKO法の賛否をめぐって社公民路線は完全に破綻した。
公明・民社はPKO法案成立に積極協力し、議事妨害封じのための宮澤内閣信任決議案に賛成投票するなどもした。しかし、自民は公民を与党として遇することはなく、野党が分断されただけに終わった。
社会党も表向きは自民党と対決していたが、裏では国会対策委員長会談などで根回しして妥協する「国対政治」が依然として常態化していた。実際、自民党梶山静六・社会党村山富市両国対委員長が同法案で根回しに尽力し、政局は安定した。自民党の金丸信は、互いに「マムシとナマズ」と呼び合う盟友田邊誠を通じて、自民党と社会党右派（田邊や久保亘など）を巻き込んだ大連立を企図していた。社会党を重視する金丸信に対して、小沢一郎は公明党、民社党を重視し、市川雄一、米沢隆との親密な関係（ワン・ワン・ライス）を築いた。
そして7月の第16回参院選では社公民の選挙協力が失敗に終わる。

## 55年体制崩壊後の関係

### 非自民非共産連立政権の樹立
1993年（平成5年）、小選挙区制の導入を中心とする政治改革関連法案が廃案になったことをきっかけに内閣不信任決議が可決され、小沢らが自民党を離党し新生党が結成された。連合会長の山岸章の仲介で新生党と社会民主連合を加えた非自民勢力による連携が図られ、再び社会党と公民両党が協力することになった。
政界再編は保守派が主導権を握り、小沢一郎は社会党との協力にはまったく熱意がなかった。そして第40回衆院選では連合の山岸章が連立政権の障害となり得る強固な社会党左派の議員に対しては選挙協力をしないなどの「選別」を行い、露骨に圧力を掛けた。そんな社会党を有権者が見放して、社会党の一人負けとなるが、自民党も野党連合も過半数に達しなかった。
そこで日本新党・新党さきがけとも提携した連合政権構想の結果、日本新党の細川護煕を首班とする非自民非共産連立政権が成立し55年体制は崩壊、社公民は55年体制時代には縁がなかった念願の与党の座に就いた。
一方で小沢や細川らが推進する小選挙区比例代表並立制を受け入れさせられることにもなった。これは「二つの保守政党による二大政党制」が実現し社会党の泡沫政党化につながるものとして社会党左派は抵抗したが、なんとしてでも与党の座にしがみつきたい社会党右派の山花貞夫委員長、赤松広隆書記長は、これを強引に支持し、土井たか子が衆議院議長にまつりあげられて党内に口をはさめなくなったなかで、社会党左派は排除されたり、あるいは自ら社会党を見限って離党し、新党護憲リベラル（平和：市民）、憲法みどり農の連帯、護憲新党あかつき、新社会党などを結成していく。社会党右派のなかでも、連立を巡り村山富市委員長、野坂浩賢、五十嵐広三、大出俊、山口鶴男らの連立離脱派と、久保亘書記長、上原康助、田邊誠、山花貞夫、赤松広隆、佐藤観樹、千葉景子ら連立残留派が対立する。
1994年（平成6年）、細川が首相辞任を表明し後継に新生党党首の羽田孜が就任した。当初は社会党も引き続き与党に参画する意向であったが、社会党以外の連立与党が衆院で統一会派「改新」を結成したことから、社会党執行部は、連立離脱を表明し羽田内閣は少数与党で発足した。

### 自社さ連立政権対新進党
一方、野党となった自民党は、羽田内閣で閣外協力に転じた社会党、新党さきがけに接近。社会党の村山富市委員長に首相の座を譲る条件で、両党の取り込みに成功。6月29日、村山が内閣総理大臣に指名され、自民党・社会党・新党さきがけの連立した村山内閣が発足した。社会党「新宣言」から9年後のことであった。しかし、社自の関係は、「新宣言」の成立前から、石橋政嗣が社公民路線の推進を掲げて、社会党の委員長となった時に、既に兆候となって現れていた。そして村山委員長のもとで自衛隊と日米安保を社会党は正式に認めることになった。
「改新」は12月10日、新進党に再編され、民社党、公明党の大部分も参加した。新進党結党時の所属国会議員数は214人（衆議院:178人、参議院:36人）となり、衆議院においては社会党を抜き第二党となった。しかし民社党では党幹部経験者を中心に支援団体の関係から公明党との合同を拒否し新進党参加を見送る者がおり、一部は自民党や自由連合、さらに後述する民主党に移籍した。また公明党でも多数の地方議会で自民党との協力関係を築いていた事情もあり、直ちに党全体で合流することが困難であったことから「分党・二段階方式」を採用し、衆議院と参議院改選期議員(1995年改選)が「公明新党」を経て新進党結党に先行して参加し、参議院非改選期議員(1998年改選)と地方議員が分党された「公明」に残留し、1998年夏の参議院選挙前までに新進党合流を目指すことになった。
3党連立内閣にて与党に復した社会党であったが、自民党との連立政権反対派の山花らは新進党結党に危機感を抱き、自民党・新進党以外のリベラル勢力集結を念頭に「民主・リベラル新党構想」を掲げ、1995年1月16日に社会党内の山花グループを中心とした超党派による新会派「民主連合･民主新党クラブ」の結成が決定する。翌1月17日に山花グループの社会党会派からの離脱と新会派結成の発表を予定していたが、同日早朝に発生した阪神・淡路大震災の影響により新会派結成が取り下げられ、後に構想その物が頓挫。主導した山花及び同グループの一部議員は同年5月に社会党を離党し、単独で新会派を結成した。一方で同時期の社会党大会にて書記長の久保亘らにより「民主・リベラル新党構想」が党の方針として採択され、新党さきがけとの「社・さ新党」などが議論されたが、翌年の党名改称の決定に留まった。
同年7月の第17回参院選では新進党が公明系の組織力により自民党に迫る議席数を獲得し躍進した一方、社会党は2年前の衆院選に続いて大惨敗、参議院でも新進党に抜かれ第三党に転落し、党の衰退が顕著になって行く。

### 民主党への再編と新進党の分裂
1996年1月5日、村山が首相辞任を表明。社会党は直後に発足した第1次橋本内閣でも新党さきがけと共に連立与党に引き続き参画し、同年1月19日の党大会にて社会民主党（社民党）に改称した。
一方で次期総選挙に向け、社民党と新党さきがけによる新党構想が再浮上し、社民党党首・村山、新党さきがけ代表・武村が両党の合流に向け協議に入ったが、新党さきがけ代表幹事の鳩山由紀夫らの反対により断念。その鳩山や実弟で新進党を離党した鳩山邦夫、現職の厚生大臣であった菅直人らが中心となり社・さ両党を中心とした新党結成に向け動き出し、村山、土井、武村など両党の党首経験者の新党参加を拒否（いわゆる「排除の論理」）した上で同年9月に社民・さきがけの両党の大部分と山花が所属してた市民リーグが合流し、民主党（旧）を結成した。
新進党は総選挙で政権交代を目指し、衆議院議員定数の過半数の候補者擁立を決定していたが、自民党が総選挙を前に新進党からの引き抜き工作を行い、自民党出身者を中心に多数の離反者が出た。
直後に実施された第41回総選挙では民主党は現状維持、新進党は不振、社会民主党と、同党左派が分裂した新社会党は惨敗した。この選挙結果を受けて新進党は自民党との保保連合を模索するが、却って自民党に議員を引き抜かれる結果に終わり、小沢一郎ら党執行部と反主流派の対立が表面化。さらに、首相経験者である羽田、細川が相次いで離党（羽田は太陽党、細川は後にフロム・ファイブを結成)するなど党の基盤が揺るぎ始め、党執行部の求心力が低下して行った。1997年11月、旧公明党残留組で後発合流予定だった「公明」が新進党内の混乱により合流を見送り、翌年の参議院選挙を単独で挑むことを表明。これにより新進党の崩壊が決定的になる。
1997年12月31日、新進党は結党から僅か3年で解散し、6つの政党に分裂した。民社系が新党友愛、公明系が衆議院は新党平和、参議院は黎明クラブに再編された。ただし、民社系・公明系共に小沢一郎が結成した自由党（通称小沢自由党、2010年代のものとは別）に留まる議員も存在した。

### 公明党の再建と転向、自由党と自自公連立政権樹立
1998年1月、黎明クラブは新進党不参加となった「公明」に吸収され、参議院の公明系は「公明」に統一された。また衆議院の新党平和は、同じく新進党解党により結成された改革クラブ（新党改革の前身である「改革クラブ」とは別の政党）と共に統一会派「平和・改革」を組み協力関係を築いた。
一方、民社系の新党友愛は、民主党、民主改革連合及び旧新進党の太陽党、フロム・ファイブ（以上2党は新進党解党前に結成)、国民の声（新進党解党によりに結成）による統一会派「民主友愛太陽国民連合」（略称:民友連）に参加した。直後に新党友愛を除く会派内の旧新進党系3党は民政党に合流したが、同年の参議院選挙に向け統一新党の結成を目指す動きが活発になり、同年4月、民友連の民主党以外の3党が民主党に合流する形で新党を結成することとなり、旧・民主党を一旦解散し、改めて新・民主党として再編された。なお、衆参の公明系各党に対しては参加政党の支援団体と創価学会との相性がネックとなって合流話は持ちかけられなかった。
これにより、旧社会党と旧民社党による公明系抜きの統一、いわゆる「社・民統一」が民主党で実現することになった。しかしながら、民主党内で社会党・社民連出身のリベラル色の強い議員と自民党・民社党出身の保守色の強い議員との確執は、憲法改正や安全保障などの諸問題にどのような姿勢を取るのかを通して依然として残存し、党内不一致の常態化により長年に渡り民主党が党内で意思統一を行うに当たり大きな妨げとなり続けた。
公明系は当初の予定通り単独で同年7月の第18回参院選に挑んだ後、11月に衆参の公明系各党及び自由党に参加した一部の公明系議員が合流し、公明党を再結成した。その後、公明党は自民党との協力の道を選び、1999年1月、自由党は自民党と連立政権を組み、10月には公明党も加わった（ただし、4月から公明は実質的に閣外協力していた）。

### 自民党・民主党二大政党制
自由党は時の首相小渕恵三の緊急入院により2000年4月に決裂、連立残留派が保守党として分裂した（のちに民主党の保守系議員が加わり保守新党に再編されたが、第43回総選挙の惨敗後に自民党に吸収）。2003年9月、小沢ら自由党主流派は民主党に合流した（民由合併）。民主党に参加した小沢は、以前とは逆に社民党や民主党内の社会党系議員との協調路線に転じた。これは、党内で政策的距離の遠い社会党系を取り込むことで、党内地盤を固める狙いがあったという説もある。11月、小沢と社会党系議員の領袖、横路孝弘の間で、国際貢献のために、将来の国連軍への再編を想定した「国連待機部隊」を創設することで合意した。

### 民社国連立政権から民自公路線の模索
2009年8月の第45回総選挙では、民主党は社民党の他、国民新党などと選挙協力を行った。選挙の結果民主党は大勝し、社民党、国民新党との連立政権（民社国連立政権）が発足した。しかし長続きせず、2010年5月、普天間基地移設問題で決裂し、社民党は連立を離脱した。その後、民主党は三党合意などによる自公との連携を強め、新たな形の｢自公民（民自公）路線｣に転じた。

### 自公連立政権復活、民主党→民進党の解体
2012年12月、自公が政権復帰すると、民主とは再び距離を置くようになり、民主も対決色を強めた。2015年には共産党が野党共闘路線に転じ、共産党を含めた非自公選挙協力態勢が議論されることになった。しかしながら、旧社会党・総評系と旧民社党・同盟系の間で共産党との民共共闘に大きな温度差が生じることになり、民主党の後継政党民進党解体の一因にもなった。
2017年、小池百合子東京都知事が国政進出を目指し民進党と接触し、9月の第48回衆院選の公示直前に民進党の前原誠司代表は同党の前議員全員を小池率いる希望の党から出馬させる方針を決定させたが、小池が左派の排除を宣言したため、希望の党に否定的なリベラル系議員を中心に旧・立憲民主党が結成された。これに伴い連合の支持は両党に分かれ、旧総評系労組の多くは立憲民主党支持、旧同盟系労組の多くは希望の党支持となり、1998年の第2次民主党結成以来連合が特定政党を支持することが不可能な状態となった。2018年5月7日には民進党と国民党の合併に伴い旧・国民民主党が結成され、旧同盟系労組の多くは同党支持に移行した。
2020年に新・立憲民主党への合流が図られるが、玉木雄一郎ら合流反対派は新・国民民主党を結成し、日本維新の会に接近した。